# St. Bartholomäus (Röhrsdorf)
Koordinaten: 51° 5′ 45,2″ N, 13° 31′ 29,5″ O
Die St.-Bartholomäus-Kirche ist ein barockes Kirchengebäude der Evangelisch-Lutherischen Landeskirche Sachsens im Klipphausener Ortsteil Röhrsdorf. Zur St.-Bartholomäus-Kirchgemeinde Röhrsdorf gehören außerdem die Kirchen in Naustadt und Sora.

## Geschichte

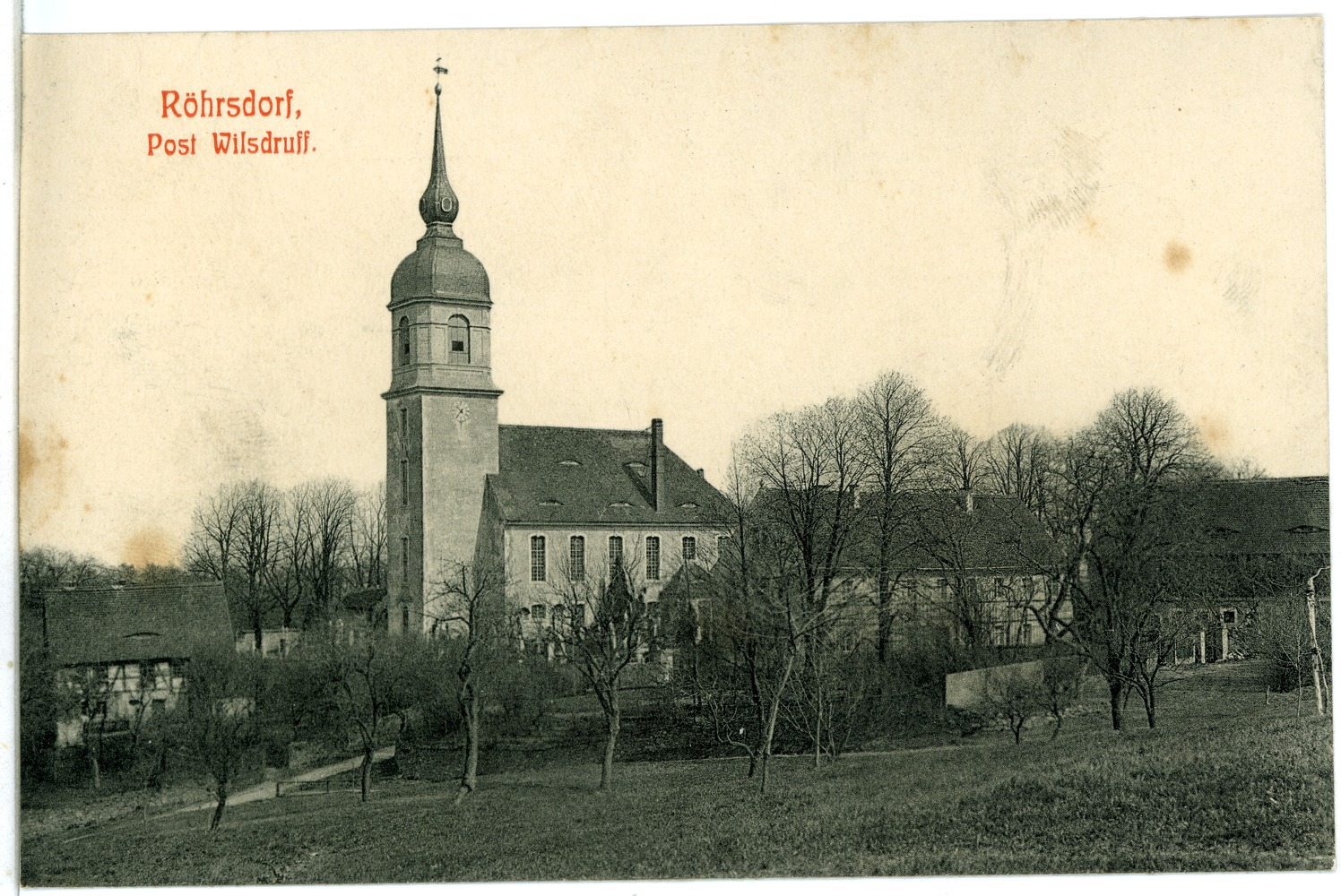
Die Kirche 1905

Die Stelle der heutigen Kirche, exponiert auf einer Hügelspitze, ist seit mindestens 825 Jahren als Kirchenstandort belegbar. Eine Pfarre bestand, mit erheblichen Unterbrechungen, ab circa 1500. Über die Vorgängerbauten ist kaum etwas bekannt.
Die heutige barocke Saalkirche entstand 1737 bis 1739 auf Betreiben von Johann August von Ponickau als Ersatz für eine kleine Holzkirche. Die Grundsteinlegung erfolgte am 10. Mai 1737 durch Landbauschreiber Johann Christian Simon, einen Schüler von Matthäus Daniel Pöppelmann. Am 26. Juli 1739 konnte die Kirche eingeweiht werden. Die Innengestaltung des Neubaus leitete Johann Benjamin Thomae. Auf ihn gehen der freistehende Altar, die Kanzel, die Verzierung der Logen und der freischwebende Taufengel zurück. Für den Kirchturm wurde eine Zeichnung Pöppelmanns für die evangelische Stadtkirche St. Nikolaus in Pretzsch nahezu unverändert übernommen.
Elf Jahre nach der Einweihung wurde die Sakristei umgebaut. Bei einem Blitzeinschlag 1801 stürzte unter anderem ein Teil des Turms ins Kirchendach. 1840 wurden drei Glocken der Glockengießerei Friedrich Gruhl aus Kleinwelka aufgehängt. Dafür wurden die noch vom Vorgängerbau vorhandenen mittelalterlichen Glocken eingeschmolzen. Fünf Jahre später wurde ein neuer Glockenstuhl aus Eiche eingebaut, 1856 der erste Kronleuchter angeschafft.
Im Jahr 1888 fanden umfangreiche Bauarbeiten im Inneren der Kirche statt. So erhielten die Emporen, die Logen und die Bänke einen dunkelbraunen Anstrich; der Taufengel wurde hellblau gestrichen und mit goldenen Sternchen verziert. 1894 folgten umfangreiche Baumaßnahmen am Äußeren der Kirche und im darauffolgenden Jahr der Einbau einer Kirchenheizung. 1909 erhielt der Turm eine Turmuhr mit drei Zifferblättern.
Im Zuge des Ersten Weltkriegs mussten 1917 die Glocken von 1840 abgegeben werden. 1921 konnte ein neues dreistimmiges Geläut aus Bronze geweiht werden. Es war eines der letzten der Firma C. Albert Bierling. Zwischen 1935 und 1939 fanden umfangreiche Bau- und Restaurierungsarbeiten im Inneren und am Äußeren der Kirche statt. So wurde die Kirche an die Stromversorgung angeschlossen, eine neue Kirchenheizung und ein neuer Kronleuchter eingebaut, der Taufengel restauriert und die barocken Farbfassungen an denn Emporen und Bänken freigelegt. 1942 mussten die beiden großen Bronzeglocken im Zweiten Weltkrieg abgegeben werden. Ein neues Geläut traf 1958 ein: drei Eisenhartgussglocken aus der Glockengießerei Schilling und Lattermann aus Apolda.

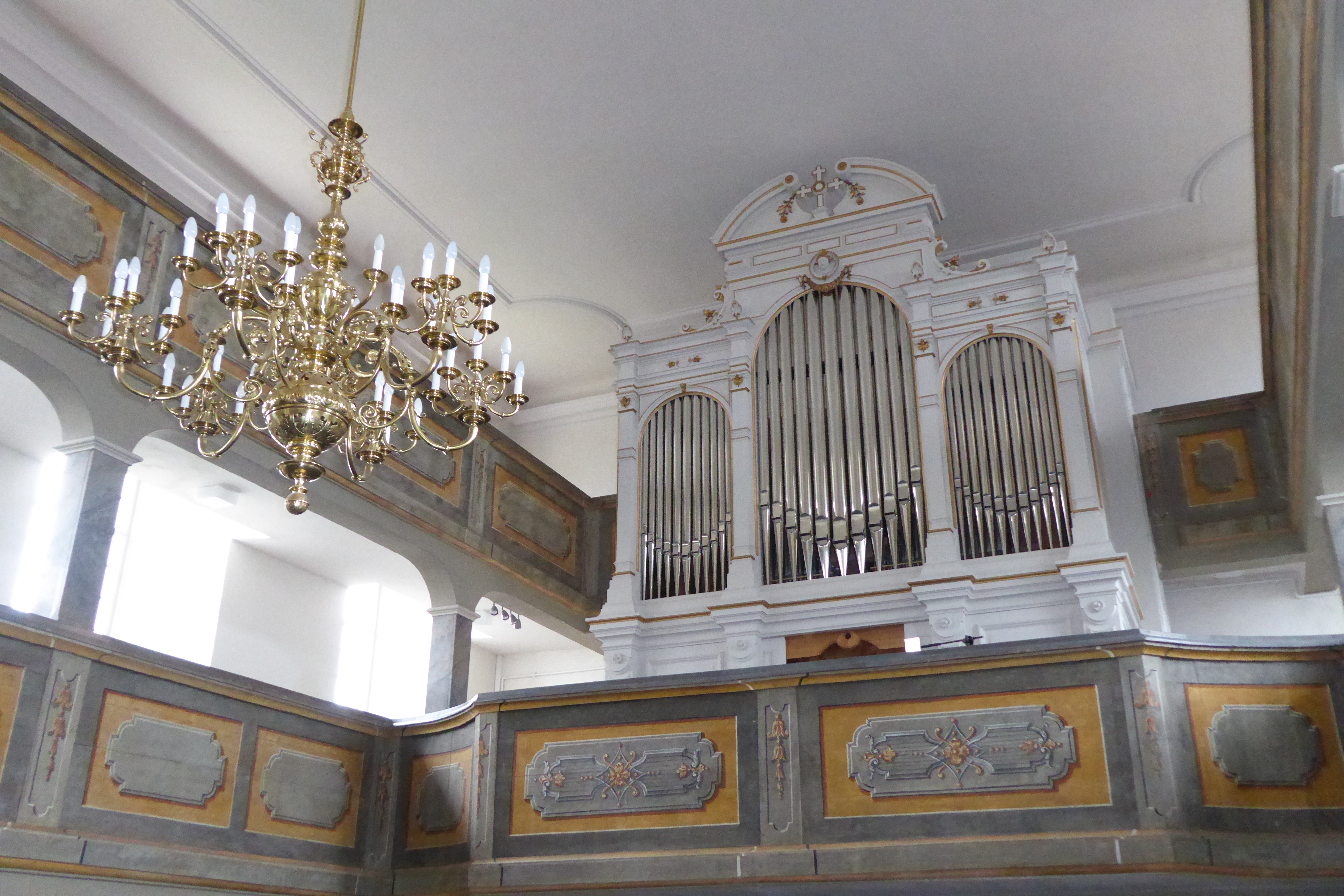
Kronleuchter aus Schloss Prohlis und die neue Orgel von 2014

1973 wurde eine Gasheizung in die Kirche eingebaut. 1980 stürzte der gläserne Kronleuchter ab, es wurde eine neue Beleuchtung eingebaut. Ein neuer Kronleuchter konnte 1984 in Betrieb genommen werden. Dieser hing zuvor im 1980 durch einen Brand stark beschädigten Schloss Prohlis.
Zwischen 1986 und 1999 wurde die Kirche mit ihrem 49 Meter hohen Turm ebenso wie das benachbarte, 1694 errichtete Pfarrhaus schrittweise renoviert. Eine weitere Außensanierung fand 1995 statt, die Sakristei und der Holzfußboden wurden 1998 renoviert. Nach einem Schwammbefall musste 2002 der Holzfußboden der Sakristei durch Sandsteinplatten ersetzt werden. 2003 wurde der Taufengel restauriert. Außerdem erfolgte eine Trockenlegung der Kirche und der erstmalige Einbau eines Dachrinnensystems. 2004 musste der Kirchturm statisch mittels eines Stahlbeton-Ringankers gesichert werden. Eine nächste Sanierung zwischen 2004 und 2005 betraf den Dachstuhl des Kirchenschiffs, die Patronatsgrüfte derer von Ponickau und derer von Fletscher unter der Kirche, die Dämmung der Decke, eine Neudielung des Bodens. Im Jahr 2006 wurde der Glockenstuhl von 1845 überarbeitet und drei Bronzeglocken in der Tonlage gis-Moll mit einem Gewicht von 210, 410 und 550 Kilogramm von der Kunst- und Glockengießerei Lauchhammer gegossen. Weitere Restaurierungen fanden 2007 (historische Sakristei, Altar), 2008 (Kirchendachdeckung, untere Fenster im Kirchenschiff), 2009 (Patronatsloge, Kirchenvorsteherloge, Fassade, Erneuerung aller großen Kirchenfenster) und 2010 (Heizung, Dielung auf den Emporen, Stromnetz) statt.

## Ausstattung

### Taufengel

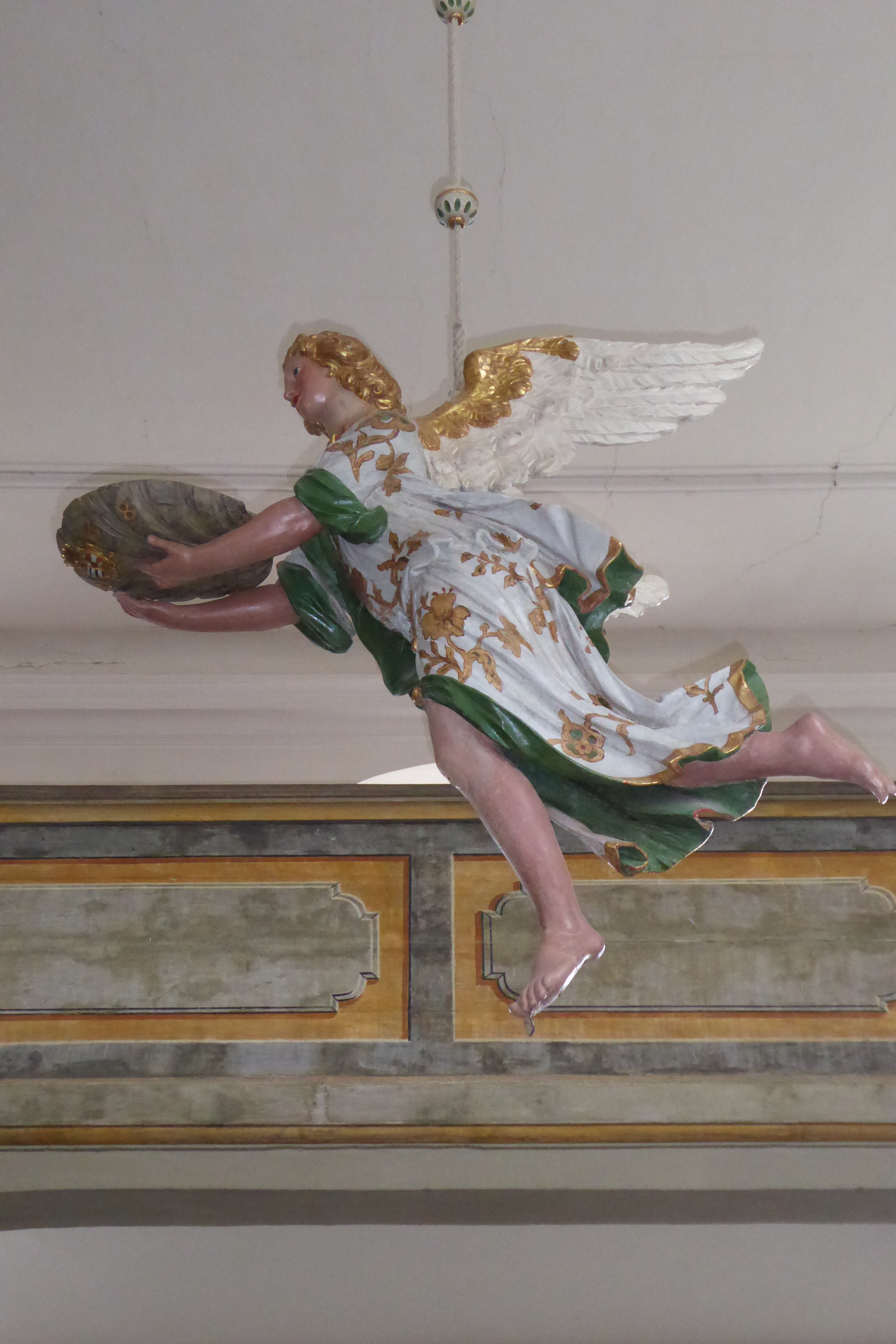
Der Taufengel

Der Taufengel wurde 1738 von Benjamin Thomae, dem sächsischen Hofbildhauermeister Augusts des Starken, geschaffen. Der Engel sollte polierweiß mit Vergoldung gefasst werden. Dies gefiel wohl den Röhrsdorfer und Klipphausener Kirchenältesten so nicht, sodass Thomae einen Farbentwurf für die barocke Farbfassung vorlegte, die der Taufengel nachträglich bekam und die heute wieder trägt. Ähnliche Taufengel von Thomae finden sich in der Dresdner Dreikönigskirche. 1839 bekam der Engel von der Klipphausener Patronatsherrschaft unter Heinrich LXIII. Reuß zu Köstritz eine neue, silberne Taufschale gestiftet.
Mittels einer historischen Seilwinde schwebt der Engel vom Kirchenhimmel herab. Damit der Taufengel fest steht, hat Thomae mittels Nachtragsangebot ein Podest mit Kissen und vier goldenen Quästchen gefertigt, auf dem sich der Engel mit seinem Knie abstützen kann. Das deutlich sichtbare Loch im Knie nimmt einen Eisendorn auf, damit Podest und Engel nicht verrutschen. Seit 1739 ist der Engel ununterbrochen bei über 6000 Taufen in Verwendung gewesen. 2003 wurde der Taufengel aufwendig restauriert. Heute hängt er an einem Kunststoffseil aus der Hochseefischerei.

### Patronatsloge und Kirchvorsteherloge

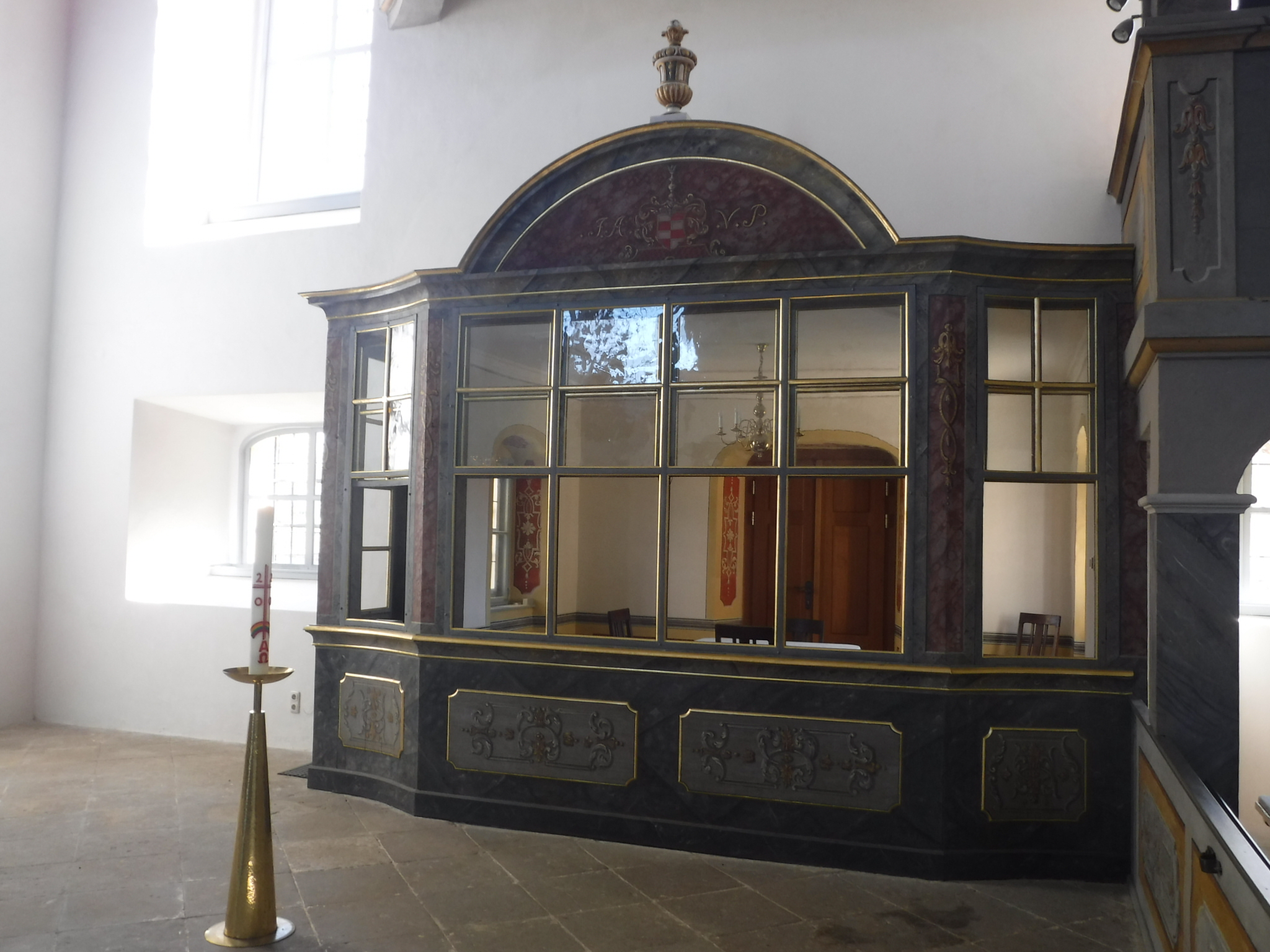
Die Patronatsloge

Johann August von Ponickau ließ sich 1739 beim Neubau der Kirche die barocke Patronatsloge bauen. Seine Initialen J.A.V.P. sind oben an der Loge angebracht. Der in den Baurechnungen „Callatoris-Betstübchen“ genannte Raum entstand unter Mitwirkung und Einfluss Thomaes und Simons. Auf der Loge befindet sich eine Bekrönung in Form einer Vase. Die Schiebefenster der Loge sind noch original erhalten und wird von vergoldeten Fenstersprossen gehalten. Die barocke farbliche Originalfassung wurde weitgehend restauriert. Wenn die adligen Damen in der warmen Jahreszeit in Klipphausen residierten nahmen sie in der Loge am Gottesdienst teil. Der rührt auch der Alternativname Prinzessinnenstübchen. Mit der Vertreibung 1945 endete diese Nutzung, die Loge wurde als Lager genutzt und verfiel. Ab 2009 fand eine Restaurierung statt. Sie wird heute für seelsorgerliche Gespräche und kleinere Versammlungen genutzt.
Die Kirchvorsteherloge wurde in den Baurechnungen als Kirchväterstuhl bezeichnet. Sie entstand ebenfalls unter Mitwirkung und Einfluss Thomaes und Simons. Auf der Loge befindet sich eine Bekrönung in Form einer Vase. Nach der letzten Sanierung 2009 erscheint die Loge wieder in der ursprünglichen Farbfassung. Es wurde eine neue Bank nach historischem Vorbild eingebaut sowie der Fußbodens mit Sandsteinplatten ausgelegt. Die Kirchenvorsteher nutzen die Loge heute zum Beispiel bei Konfirmationsgottesdiensten. Die Kirchvorsteherloge hat keine verglasten Fenster und keine vergoldeten Fenstersprossen.
Die Kosten für die Sanierung 2009 in Höhe von 70000 Euro brachten die Meißner Sparkasse, der Landkreis, die sächsischer Landeskirche und die Kirchgemeinde auf.

### Orgel

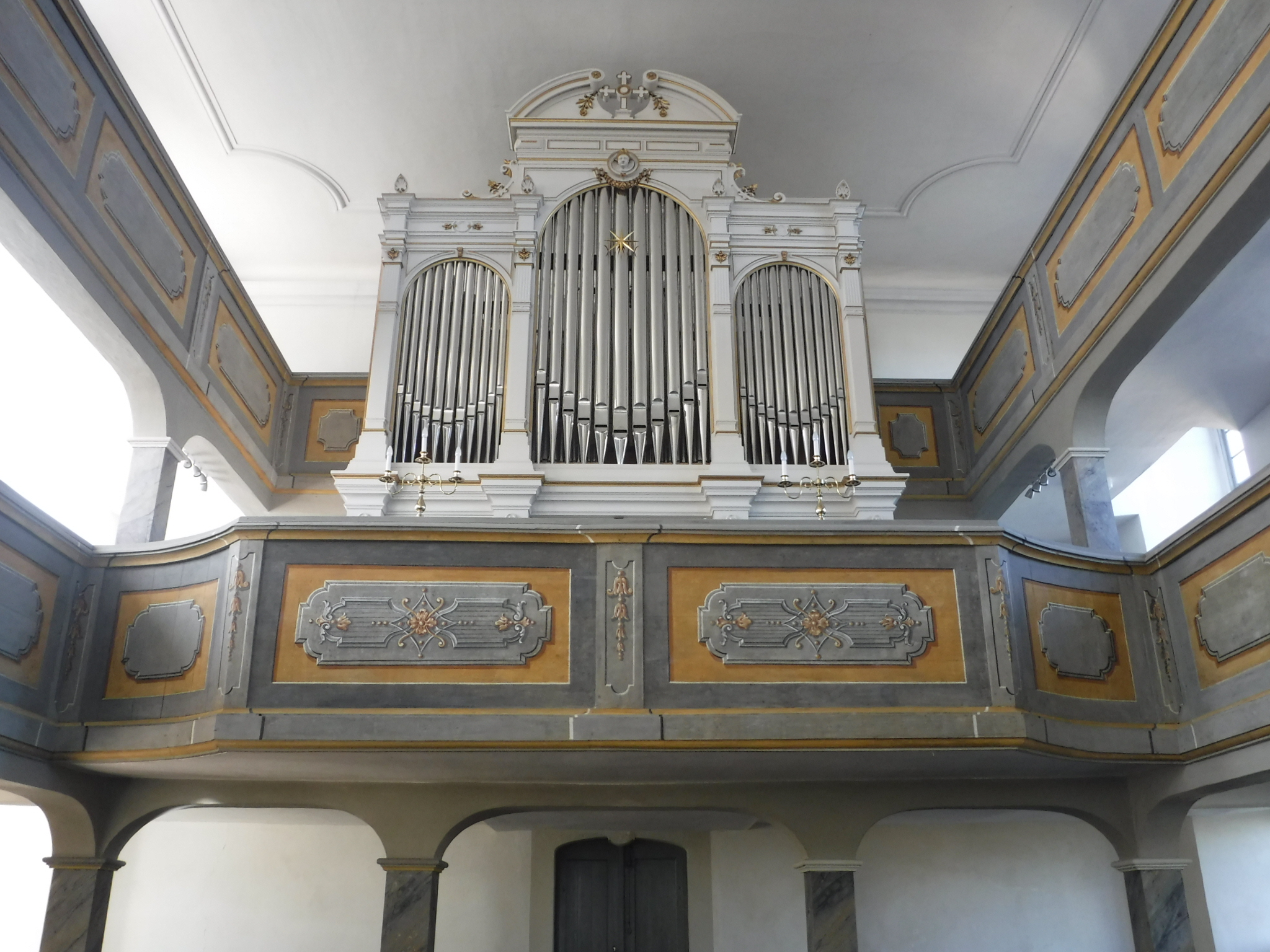
Die Orgel

Die Orgel im Kirchenneubau von 1737 war ein Werk von Johann Ernst Hähnel aus Meißen. 1804, 1837 und 1856 musste die Orgel repariert werden. Ab 1883 wurden Spenden für einen Neubau gesammelt. Zwischen 1885 und 1887 holt die Gemeinde mehrere Angebote ein, der Auftrag zu einer neuen Orgel sollte 1889 erteilt werden. Im Dezember 1887 wirbt der Orgelbauer Carl-Eduard-Jehmlich vom Jehmlich Orgelbau Dresden für die Übernahme einer Orgel von den Dresdner Lutherausstellung 1888. Insbesondere das sehr moderne pneumatische Windladensystem begeistert den Kirchenvorstand. Am 14. Oktober 1888 kann die Orgel eingeweiht werden. Kriegsbedingt musste 1917 das Zinnprospekt (139,6 Kilogramm) abgegeben werden; es wurde später durch Zinkpfeifen ersetzt.
Die pneumatische Orgel erwies sich immer wieder als störanfällig. So wurde 1966 letztmals versucht, die Membranlade zu reparieren. 1995 wird die Orgel endgültig als unbespielbar stillgelegt. Im Oktober 2014 begann der Einbau einer neuen Orgel. Die Pfeifen und das Gehäuse wurden wiederverwendet, das pneumatische Ladensystem an ein Orgelmuseum übergeben. Den Auftrag für den Neubau übernahm die Firma Mitteldeutscher Orgelbau A. Voigt. Das Gehäuse wurde durch ehrenamtliche Helfer und eine Restauratorin aufgearbeitet. Der Bereich des Spieltisches wurde vollständig neu gebaut. Die Einweihung fand am 28. Dezember 2014 statt.
| I Hauptwerk |               |       |
| 1.          | Bordun        | 16′   |
| 2.          | Principal     | 8′    |
| 3.          | Rohrflöte     | 8′    |
| 4.          | Octave        | 4′    |
| 5.          | Spitzflöte    | 4′    |
| 6.          | Quinte        | 2 ⁄3′ |
| 7.          | Octave        | 2′    |
| 8.          | Mixtur 4-fach |       |
| 9.          | Trompete      | 8′    |

| II. Manual |                                  |       |
| 10.        | Gedackt                          | 8′    |
| 11.        | Gambe                            | 8′    |
| 12.        | Aeoline                          | 8′    |
| 13.        | Dolce                            | 8′    |
| 14.        | Octave                           | 4′    |
| 15.        | Rohrflöte                        | 4′    |
| 16.        | Octave                           | 2'    |
| 17.        | Cornett 3-4 fach Vorabzug Quinte | 2 ⁄3′ |
| 18.        | Oboe                             | 8′    |

| III. Manual |               |     |
| 19.         | Subbass       | 16′ |
| 20.         | Prinzipalbass | 8′  |
| 21.         | Posaunenbass  | 16′ |

- Koppeln: II/I, Sub II/I, I/P II/P
- Nebenregister: Zimbelstern[11]

### Steinkreuz

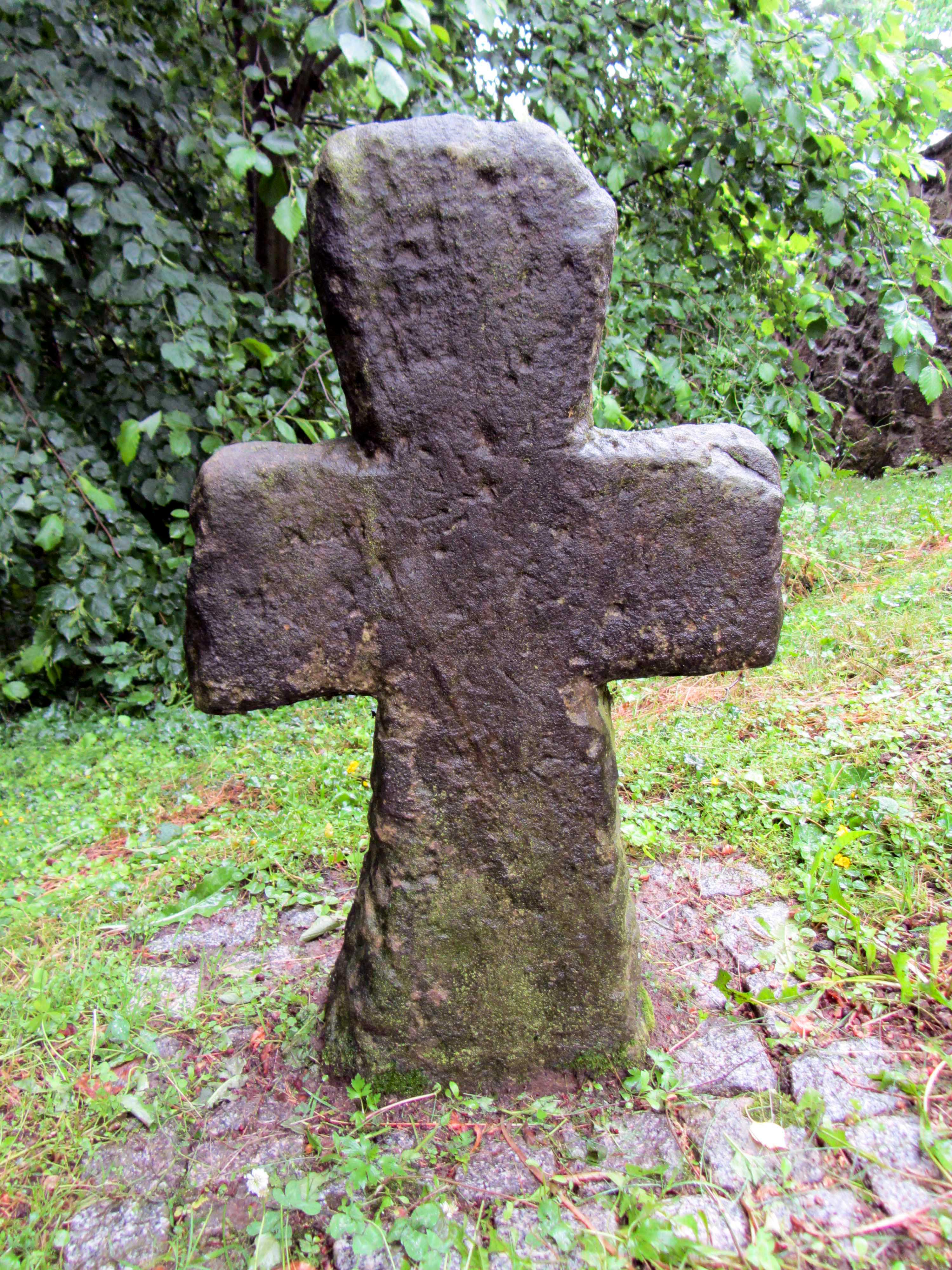
Das Steinkreuz

An der Kirchhofsmauer steht ein altes Steinkreuz, das wahrscheinlich im 15. oder 16. Jahrhundert entstand. Der im Mittel 87 Zentimeter hohe Monolith wurde 1896 in drei Metern Tiefe an der Kreuzung der Dorfstraße und des Naustadt-Klipphausener Weges bei Schachtarbeiten für einen Abfluss entdeckt. Dort war es zu einem unbekannten Zeitpunkt vergraben worden. Seine ursprüngliche Bedeutung ist unbekannt. Auf Beschluss des Röhrsdorfer Kirchenvorstands wurde das zufällig wiederentdeckte Kreuz 1896 am heutigen Standort als Kriegerdenkmal aufgestellt.

## Bilder

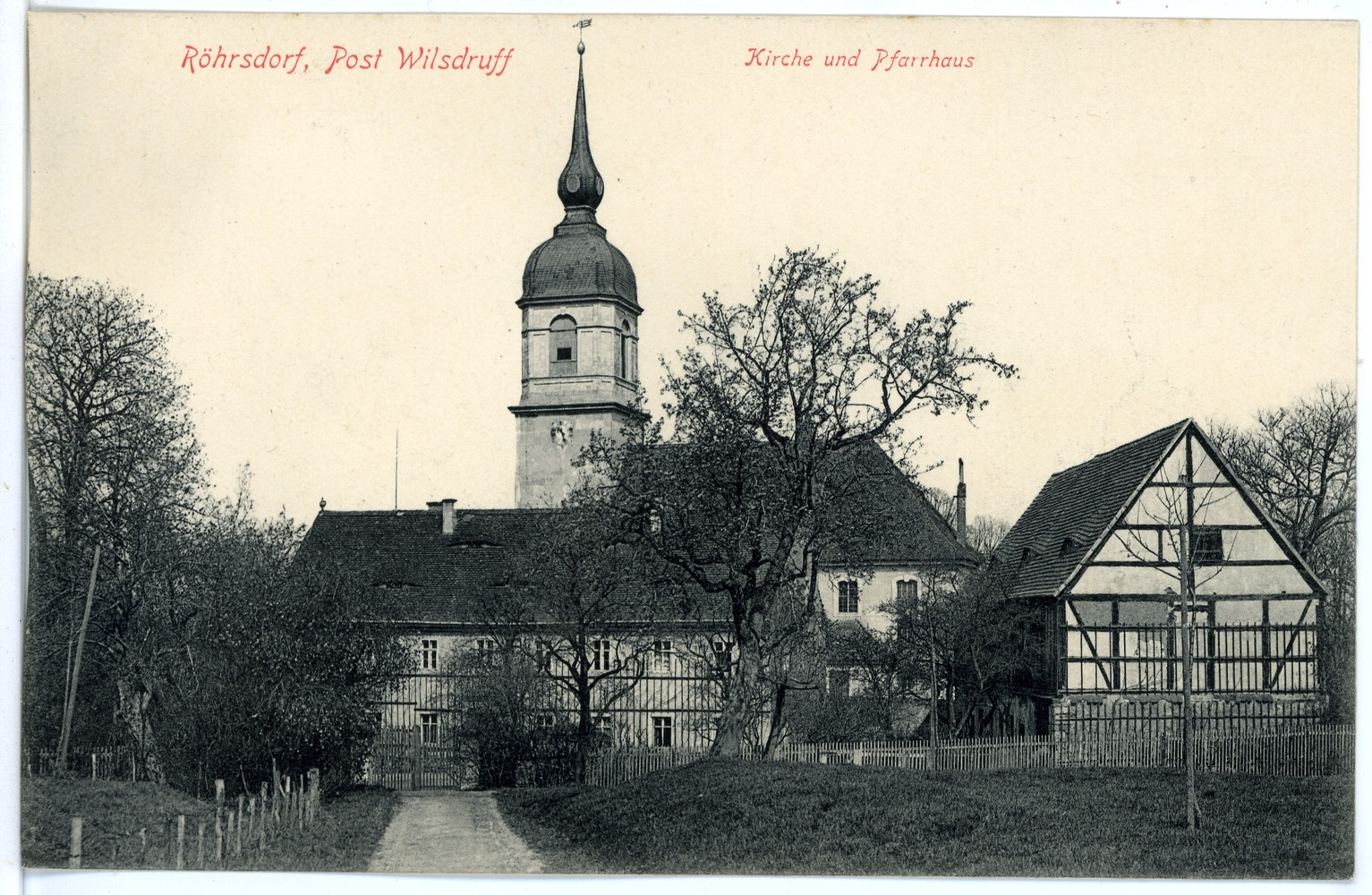
Kirche und Pfarrhaus 1905
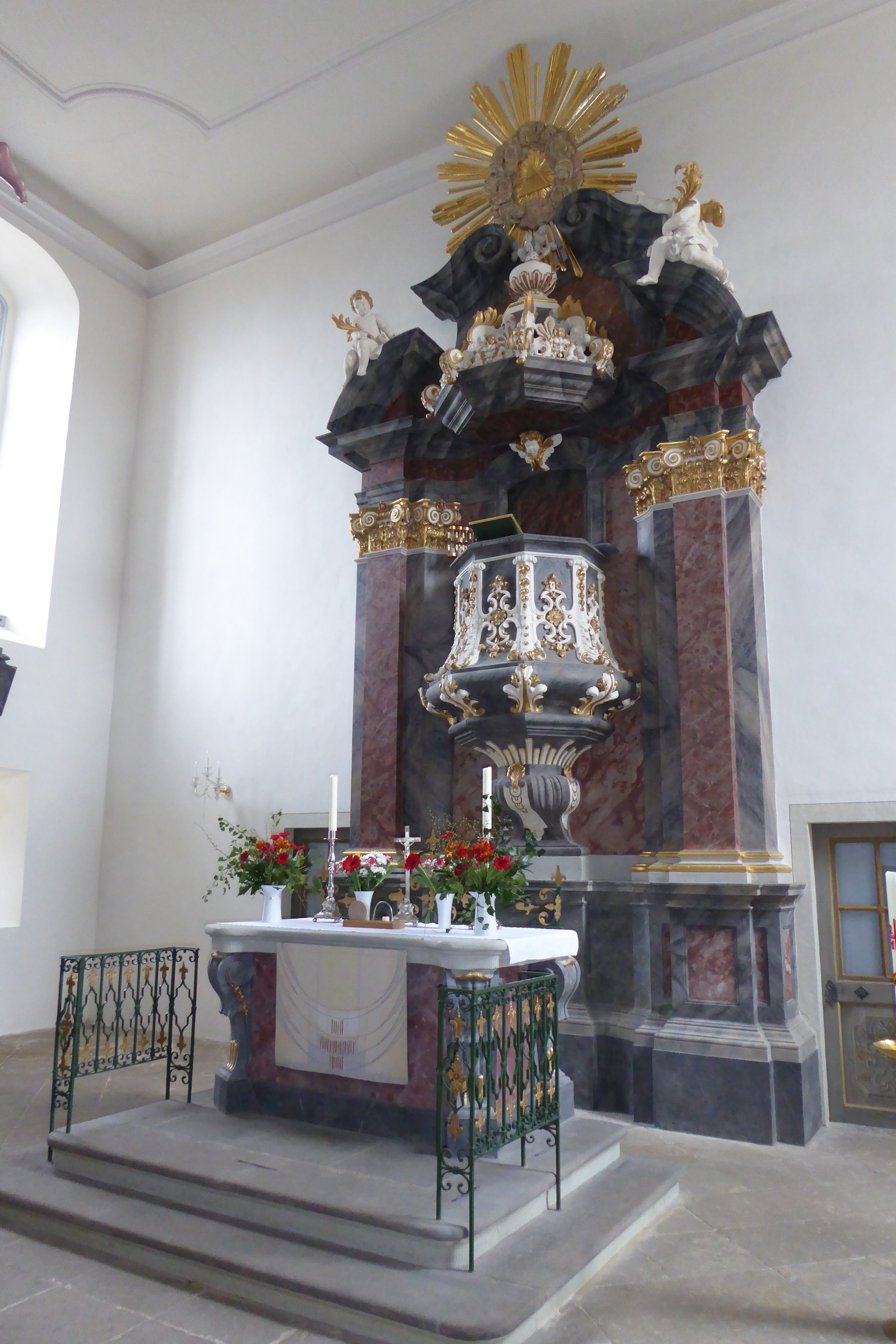
Altar
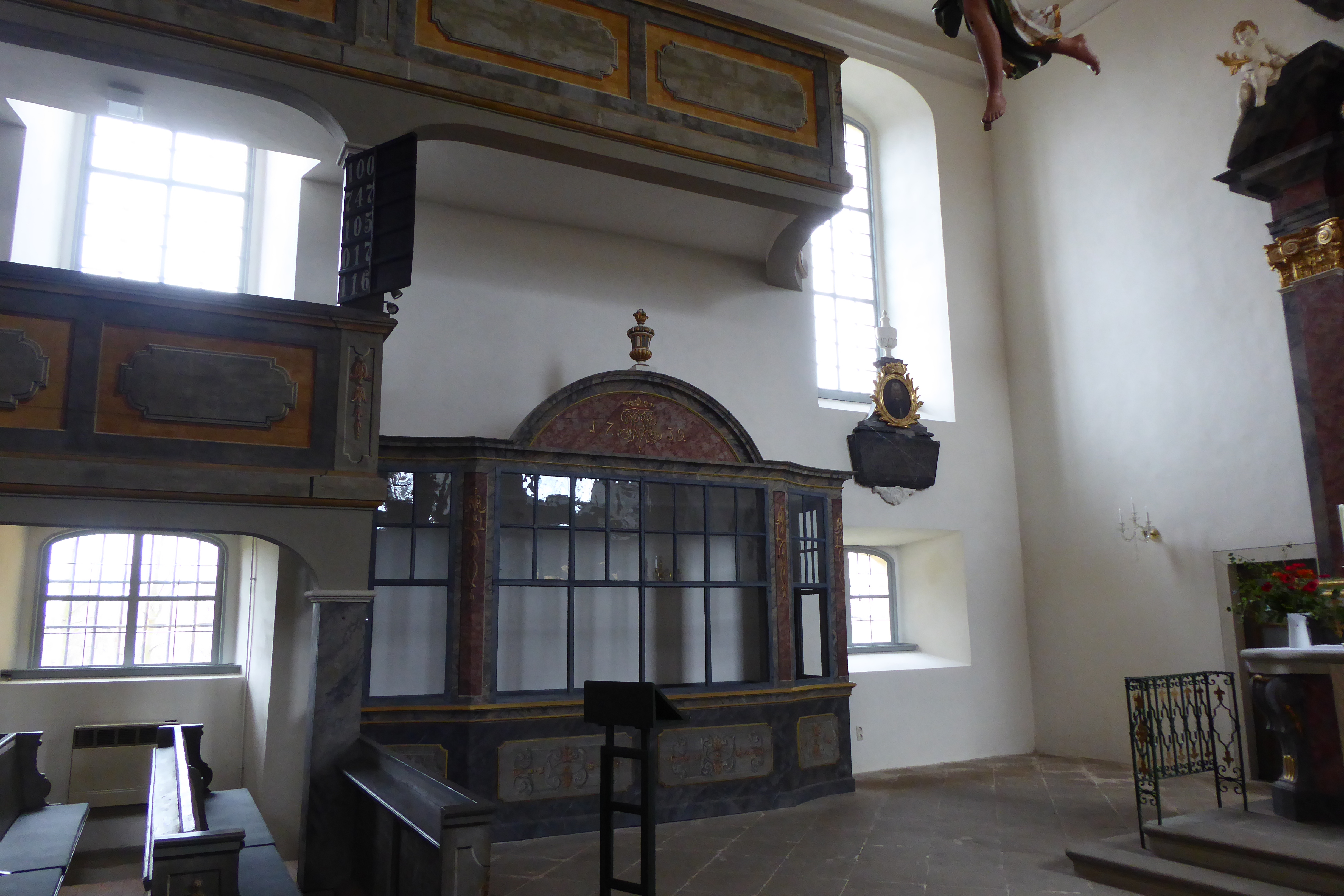
Die Kirchvorsteherloge im Chor
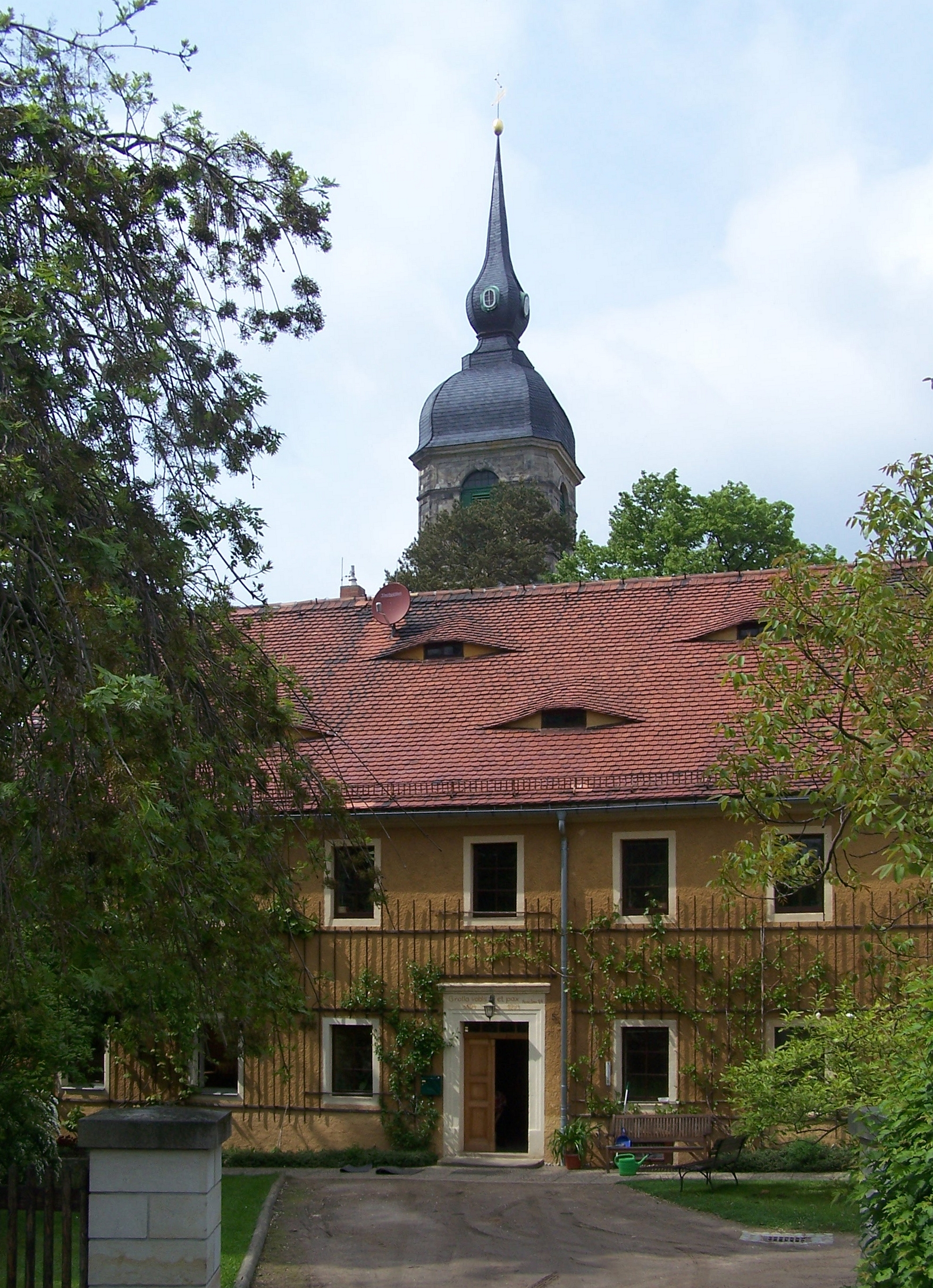
Pfarrhaus (mit Kirchturm im Hintergrund)
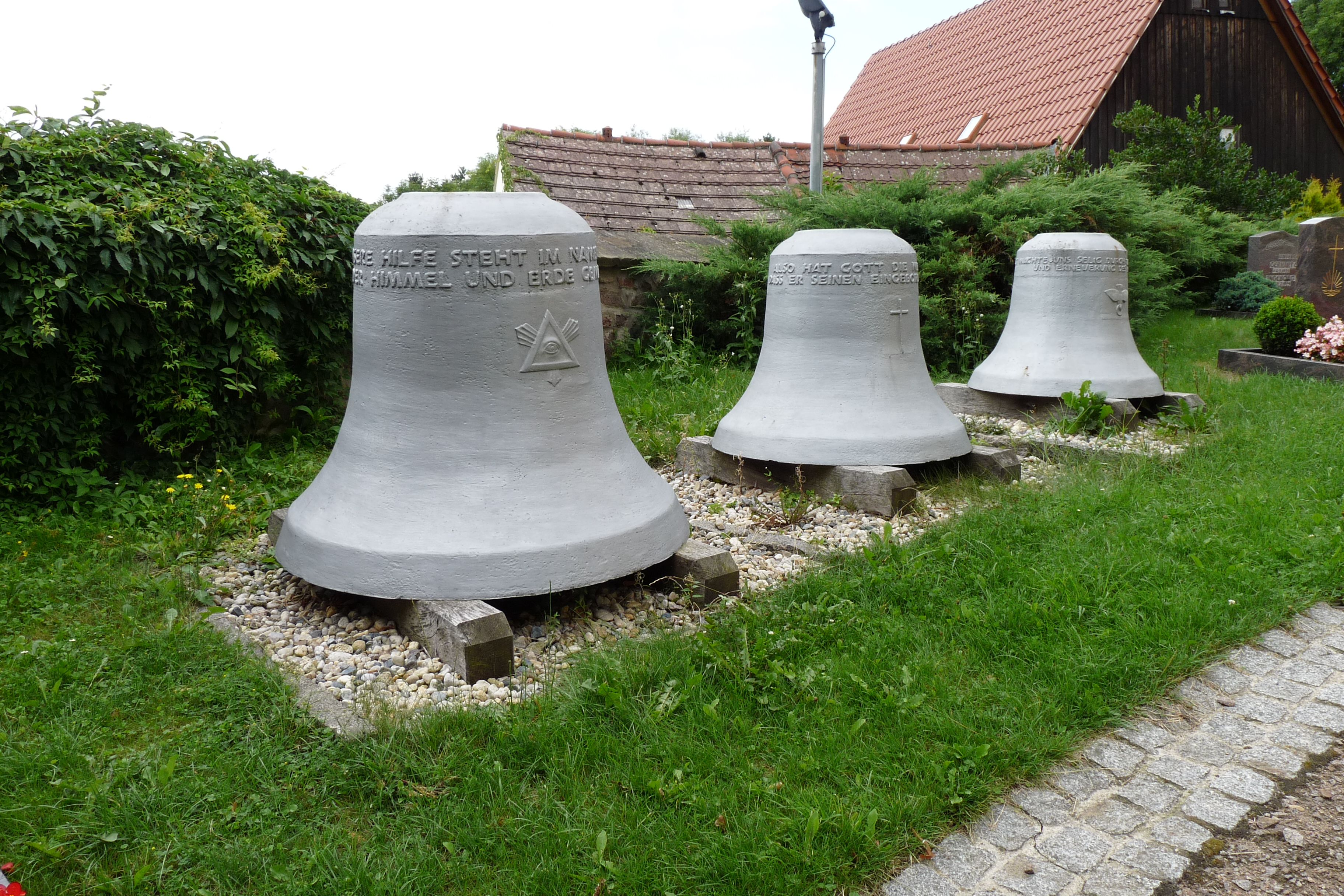
Eisenhartgussglocken von 1958
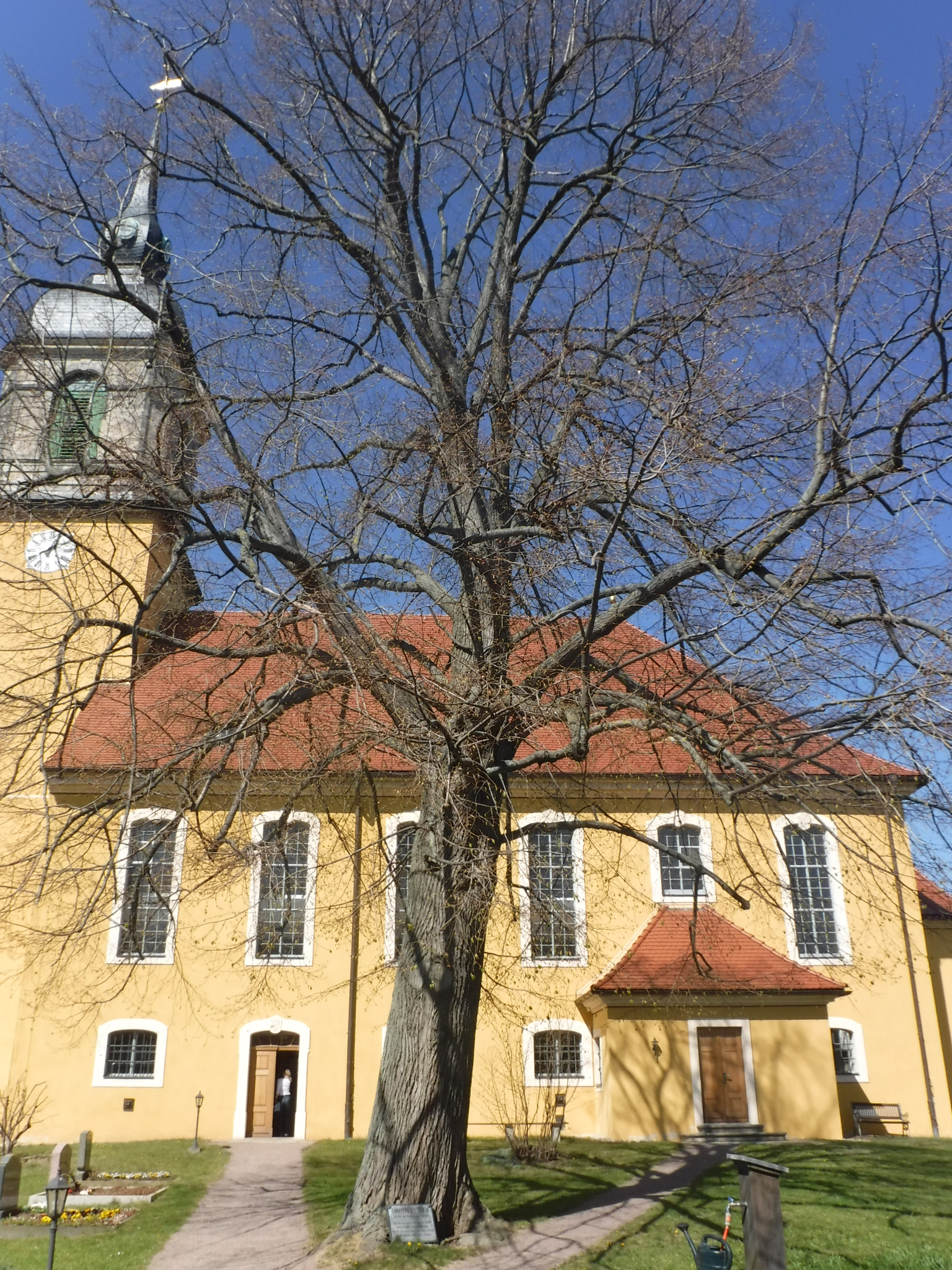
Luther-Weißbuche vor der Kirche